# Michael McGarry
Michael McGarry   (Mosgiel, 17 de maig de 1965) és un exfutbolista neozelandès de la dècada de 1990.
Fou internacional amb la selecció de futbol de Nova Zelanda.
Pel que fa a clubs, destacà a Dunedin City i Christchurch United.